# Лев Каменев (художник)
Вижте пояснителната страница за други личности с името Лев Каменев.
Лев Лвович Каменев е руски художник, майстор на лиричния пейзаж, един от основателите на организацията на Передвижниците.

## Детство и младост
Лев Каменев е роден през 1834 (по други данни 1833) година в град Рилск, Курска губерния, в семейство на дребен търговец. Семейството не е състоятелно, а според някои изследователи – дори бедно. Лев прекарва детството и юношеството си в Астрахан, където учи в местната гимназия, но се налага да я напусне, тъй като баща му се нуждае от помощник в магазина.
Лев навършва 21 години и едва тогава, през 1854 година се записва в Московското училище по живопис, скулптура и архитектура. Попада в класа по пейзажна живопис при талантливия педагог Карл Рабус, известен с бащинското си отношение към своите ученици. Заедно с него учат и бъдещите известни руски художници Иван Шишкин и Василий Перов. Три години по-късно, когато Рабус умира, негов преподавател става още съвсем младият Алексей Саврасов. Разликата между двамата е само 3 години, а общите им интереси бързо ги сближават. Учителят разкрива творческата индивидуалност на младежа и двамата остават приятели през целия си живот. Завършва училището през 1857 година, а на следващата се явява на изпити, представя картини и получава званието „извънкласен художник“.
През същата година е приет за член на Московското общество на любителите на живописта и веднага започва да участва дейно в модните тогава Периодични изложби. Там най-добрите картини получават парична награда и бързо се изкупуват.
През лятото на 1858 година Каменев заминава за остров Валаам в северната част на Ладожкото езеро. По същото време там рисува и Шишкин, двамата постепенно се сближават и стават добри приятели. Дружеските им отношения продължават и през лятото на 1865 година двамата отново рисуват заедно, този път в околностите на подмосковското село Братцево.
През 1860 година художникът успешно участва в изложба на Московското училище по живопис, скулптура и архитектура, а критиката отбелязва способността му да „разкрива тайната на обаянието на природата“.

## Зрелост
За Каменев началото на периода на зрелост и творческа самостоятелност, както и откъсването от неволното подражателство, може да бъде датирано към 1861 година, когато художникът рисува такива платна като „Пейзаж“ и „Залез на река Молога“.
През 1863 година, за сметка на Обществото на любителите на живописта, заминава на двугодишно пътуване извън страната, с цел да изучи опита и майсторството на западноевропейските художници. Там посещава музеи на изобразителното изкуство и ателиета на художници. В Швейцария се среща с Шишкин и двамата заедно рисуват в кантон Берн. След като цялото лято на 1863 година рисуват заедно, Шишкин заминава за Цюрих, а Каменев – за Мюнхен. През лятото на следващата година отново с Шишкин и Е. Дюкер рисува етюди в Германия, в Тевтобургската гора в околностите на Дюселдорф. Там създава известните платна „Тевтобургската гора“ (1864) и „Изглед от околностите на Дюселдорф“ (1865). По-късно посещава Париж и се запознава с изложените творби на художниците от Барбизонската школа.
Времето на 1860-те години е важен период за развитието на пейзажната живопис навсякъде из Европа. Тя изравнява ролята си с останалите жанрове в живописта, а изобразяването на особеностите и облика на националната природа става цел на много художници. Към пейзажите на своите страни се обръщат Джон Констабъл в Англия, френските барбизонци, художниците от Дюселдорфската школа в Германия. Техните опит и постижения естествено оказват влияние на руските пейзажисти. В творчеството на Каменев ясно личат традициите на холандската живописна школа.
Каменев става един от най-популярните руски художници, рисуващи лирични пейзажи. Те разкриват тънко познаване на руската природа и се превръщат в значително явление на художествените изложби от онова време. Картините му се посрещат много добре и бързо се изкупуват. Поради това, в наше време платната на живописеца могат да се срещнат в много художествени музеи в страната. Известни картини от този период са „Ловец в гората“ (1860-те), „Пейзаж с камбанария“ (1860-те), „Украински хутор в дъбова гора“ (1862), „На езерото“ (1864), „Вечер на реката“ (1865), „Пейзаж“ (1868).
През 1865 година Петербургското общество за поощряване на художниците започва да организира ежегодни конкурси за жанрова и пейзажна живопис, с парична награда. На първата изложба, проведена през същата година, победител в категория „Жанрова живопис“ става Перов, а в пейзажна – Каменев с картината си „Пясъчна плитчина“.
В същия период, скоро след завръщането си в Москва, Лев Каменев предизвиква сериозно внимание с още няколко национални пейзажа – „Сенокос“, „Зимен път“ и „Пролет“, всички рисувани през 1866 година. Картината „Сенокос“ е представена на конкурс на пейзажистите, организиран от Обществото на любителите на живописта, и носи на автора си първа награда. Платното „Зимен път“ е закупено от Павел Третяков за създаваната от него художествена галерия. На следващата година получава званието „класен художник ІІІ степен“.
Творчеството на Каменев достига кулминацията си през 1860-те и 1870-те години. През 1869 година, за картините си „Зимен изглед от околностите на Москва“ и „Изглед от околностите на село Поречие“, получава званието академик по пейзажна живопис към Московската художествена академия. Последната е удостоена с първа награда на конкурса на Обществото на любителите на живописта. По думите на художника Константин Коровин, пейзажите на Лев Каменев показват „неземната поезия на руските гори, пътища и хълмове, прикрити с храсти и осветените от вечерното слънце дървета“. Днешните изкуствоведи изпитват затруднения при идентификацията на картините на Каменев, тъй като много от тях носят еднообразни, а понякога и еднакви заглавия.
През следващата година Каменев става един от учредителите на организацията на Передвижниците. На първата им изложба участва с картините „Мъгла. Червеното езеро в Москва през есента“ (1871) и „Лятна нощ“. И двете творби имат сериозен успех, а художникът участва със свои работи на всяка тяхна изложба в продължение на 13 години.
През 1871 година замества Саврасов и става професор по пейзажна живопис в Московското училище по живопис, скулптура и архитектура.
Като майстор на реалистичния пейзаж Каменев играе значителна роля за развитието на руската ландшафтна живопис. Независимо от „повелите на времето“, в произведенията си той си остава тънък лирик. През 1872 година създава поредица от пейзажи, сред които два особено успешни – „Жътва“ и „Пейзаж с река“. Едни от най-добрите картини на художника са „Лунна нощ на реката“ (1870), „Поглед към река Казанка“ (1875), „Пейзаж под Казан“ (1876), „Пейзаж с езеро“ (1884). Част от творбите му отново са закупени от Павел Третяков.
От края на 1860-те години художникът много рисува в Подмосковието и в частност, в Савинская слобода край Звенигород. Ненапразно наричат тези места „Подмосковска Швейцария“. Там, в живописно обкръжение, е разположен старинният Савино-Сторожевски манастир, който се вижда отвсякъде. В тази местност Каменев рисува едни от най-добрите си платна – „Савинско-Сторожевският манастир под Звенигород“ (1877), „Савина слобода близо до Звенигород. Дъжд“ (1879), „Савински посад под Звенигород“ (1879), „Селски живот“ (края на 1870-те) и други.

## Последни години
От края на 1870-те години започва спад в творчеството на Каменев. Картините му все по-рядко се появяват на изложби, а името му все по-често се чува във връзка с „болезнено пристрастяване“, под което в конкретния случай се има предвид алкохолизъм.
През последните години животът на художника преминава почти непрекъснато в Савина слобода. Понякога му гостуват Алексей Саврасов, Исак Левитан, братята Константин и Сергей Коровини и други художници. През 1884 година рисува своята последна картина „Ручей“, за която получава първа награда на Обществото за поощрение на художниците“. Малко по-късно една от картините му е купена от Александър III.
За последния период от живота на художника се знае много малко. Във връзка с развилия се алкохолизъм през 1880-те почти не участва в изложби. Навестява го само младият Константин Коровин, който често идва заедно с брат си да рисува в живописните местности. В мемоарите си той предава тъжните думи на Каменев: „Събрах достатъчно мъка. Ето, останах сам. Погребах две жени. Една си отиде... Тук погребах и две деца....“.
Лев Каменев умира в самота и нищета на 14 януари 1886 година, само на 53 години, в Савинска слобода, Московска губерния. В некролозите във вестниците е наричан „честен и беден труженик, отдал силите си в служба на изкуството“.
- Савина слобода близо до Звенигород. Дъжд (1879)
- Пейзаж (1861)
- Пейзаж (1861)
- На езерото (1864)
- Жътва. Пейзаж с купи сено (1872)
- Поглед към река Казанка (1875)